# Gegenstromprinzip (Verfahrenstechnik)
Das Gegenstromprinzip (auch Gegenstromverfahren) ist eine beim Wärme- oder Stoffaustausch angewandte Methode, bei der zwei Stoffströme in entgegengesetzter Richtung aneinander vorbeigeführt werden. Es ist ein grundlegendes Prinzip der Verfahrenstechnik. Man findet es aber auch in der Natur, etwa bei der Sauerstoffaufnahme mancher Tiere durch Lunge oder Kiemen, bei der Konzentrierung des Harns in den Nierenkanälchen der Nieren (Haarnadelgegenstrom-Vorrichtung oder Gegenstrommechanismus), bei der Durchblutung von Wasservogelfüßen und bei der Blutversorgung der Muskulatur bei einigen Knochenfischen, Haien und Rochen (zwecks „Warmblütigkeit“).

Gegenstromprinzip und Gleichstromprinzip im Vergleich, beispielsweise bei einem Wärmeüberträger

Beim Gegenstromprinzip lässt man zwei Stoffströme – beispielsweise kalte und warme Luft (im Wärmeübertrager) oder Rauchgas und Waschflüssigkeit (in einer Kolonne) – aus entgegengesetzter Richtung aneinander vorbeiströmen und bringt sie derart in Kontakt zueinander, dass zwischen ihnen der Austausch von Stoff oder Wärme möglich ist. Da durch die Stromführung immer ein Temperatur- oder Konzentrationsgefälle zwischen den Stoffströmen besteht, ist es (im Idealfall) möglich, nahezu die gesamte Wärme- oder Stoffbeladung von einem Stoffstrom auf den anderen zu übertragen. Dies ist insbesondere in der Trenntechnik und in der Wärmerückgewinnung von großer Bedeutung. Das Verfahren wurde von Werner von Siemens 1857 formuliert und von Carl von Linde 1895 erstmals großtechnisch genutzt.
In nebenstehender Abbildung ist in der unteren Bildhälfte ein Wärmeüberträger dargestellt, der nach dem Gegenstromprinzip arbeitet. Der untere Luftstrom sei die Frischluftzufuhr eines Wohnhauses, welche mit der Abluft desselben Hauses vorgewärmt werden soll. Man kann erkennen, dass die Frischluft während des Durchlaufens des Wärmeüberträgers von links nach rechts nach und nach nahezu die gesamte Wärmeenergie der Abluft übernimmt. Am Ende geht nur noch ein kleiner Teil der Wärme verloren; dies kann nicht verhindert werden, da zur Wärmeübertragung immer ein endlich großes treibendes Temperaturgefälle notwendig ist – der Wärmeüberträger müsste sonst unendlich lang sein. Bei einer Stromführung nach dem Gleichstromprinzip könnte höchstens die Hälfte der Wärme zurückgewonnen werden.
Stoffübertragende Verfahren wie thermische Trennverfahren oder Membrantrennverfahren arbeiten nach analogem Prinzip.